# ОШ „Станислав Бинички” Јасика
ОШ „Станислав Биничкић” је једна од неколико основних школа у Граду Крушевцу. Налази се у улици Станислава Биничког бб, Јасика. Школа има више подручних одјељења, школску библиотеку и школску кухињу. Школа је добила име по Станиславу Биничком.

## Историјат школе[2]
Основна школа у Јасици отворена је 1832. године. Први учитељ у Јасици био је Стефан Поповић и школа је носила назив "Обштествена школа у Јасици, Среза  Тањићског, окружја Јаодинско". Зна се, такође да је у јасичкој школи 1835/1836. било свега 10 ученика. Јасичка школска општина обухватала је од самог почетка, поред Јасике, и суседна села: Кукљин, Шанац, Срње, Велику Крушевицу и авез и у том саставу ради и данас. До 1950. године постојала су само четири разреда, односно настава се одвијала од првог до четвртог разреда. Школске 1951/1952. године школа у Јасици уписује ђаке у пети разред и постаје централна школа за подручје наведених села. Данашњи модерни изглед зграда је добила 1990. године.

## Школа данас[3]
Школа у Јасици има 14 учионица са припремним просторијама за физику, хемију и биологију, два кабинета за ТО, кабинет информатике, фискултурну салу, библиотеку - медијатеку, наставничку зборницу, просторију за забавиште, канцеларије директора, педагога - психолога, секретара - рачуноводства, кухињу са трпезаријом и уређене спортске терене за рукомет, кошарку и одбојку. У школи има 4 одељења од 1. до 4. разреда и 12 одељења од 5. до 8. разреда. Настава је организована у две смене.
Ученици у школи уче енглески и италијански језик.